# オホーツク社会福祉専門学校
オホーツク社会福祉専門学校 （オホーツクしゃかいふくしせんもんがっこう）とは、北海道北見市にある私立の専修学校。運営母体は学校法人栗原学園。系列校に北見商科高等専修学校、北見情報ビジネス専門学校 がある。略称は福専(ふくせん)。

## 概要
- 介護福祉科では北見市及び道東各地の特別養護老人ホーム、老人保健施設などでの実習が可能である。また、これら施設へ就職する学生が多く、知的障害者施設などに就職する学生もいる。大学や短期大学から再受験するものも多く、また大学に編入していく学生も多い。
- 保育科では介護福祉科同様、北見市及び道東各地の保育園での実習を受けることが可能であり、これら保育園・障害者施設への就職が多い。1年度後期から学校主体の積極的な就職指導があり、2008年度は95%の高い就職率を誇っている。
- 平成22年度より新設された歯科衛生士科は、北海道東部地域唯一の歯科衛生士養成校として、北見歯科医師会のバックアップのもと開設された。

## 設置学科
- 介護福祉学科（2年制・昼間）
- 保育科（2年制・昼間）
- 歯科衛生士科（3年制・昼間）

## 所在地
- 北見市常盤町3丁目14番地10号

## 取得できる資格・免許状

### 介護福祉学科
- 専門士称号
- 介護福祉士国家資格

### 保育科
- 専門士称号
- 保育士国家資格
- 訪問介護員2級

### 歯科衛生士科
- 専門士称号
- 歯科衛生士国家試験受験資格